# لوتس عبد الكريم
لوتس عبد الكريم هي كاتبة مصرية، وعضوة بالمجلس الأعلى للثقافة، وبمجلس الشؤون الخارجية، ومجلس إدارة نقاد الفن التشكيلي.

## سيرة ذاتية
ولدت لوتس عبد الكريم بالإسكندرية، وتنتمي إلى عائلة اهتمت واشتغلت بالفنون والآداب والسياسة، فقد كان خالها أمين عثمان باشا وزيراً للمالية في العهد الملكي، والذي كان أنور السادات أحد الذين اتهموا باغتياله، وكان جدها الكاتب محمد بك عثمان أحد الذين شاركوا في تأسيس الحزب الوطني مع الزعيم مصطفى كامل عام 1907م. تخرجت من جامعة الإسكندرية قسم الفلسفة، وحصلت على ماجستير في العلوم الاجتماعية من جامعة لندن، والدكتوراه في الفلسفة من جامعة السوربون في باريس. تنقلت في معظم حياتها خارج مصر، وعاشت في بلدان آسيا وأوروبا سنوات طويلة وكانت حصيلة ذكرياتها في هذه البلاد مدونة في مذكرات نشرت على فترات متقاربة، كما كتبت دراسة عن شعب اليابان وتقاليده، وقامت بالتدريس في جامعة طوكيو، وصاحبت كثيراً من أدباء العالم وفنانيه.
خصصت لوتس عبد الكريم ندوات بصالونها الثقافي يحضرها الساسة وكبار الكتاب، وتحتفل فيها كما بمجلة الشموع المتخصصة بذكرى الأدباء والكتاب التي ترأسها من أمثال طه حسين، وتوفيق الحكيم، وعبد الوهاب، وأم كلثوم، وبليغ حمدي، ونزار قباني، وسيد مكاوي، ومصطفى أمين، العقاد، ویوسف إدريس، ومصطفی محمود، ويوسف وهبي، وسناء جميل، ومحمد الموجي، والملكة فريدة، وحسین بیکار، وصلاح طاهر، وصبري راغب، ومحمود مرسي، وغيرهم...

## أعمالها
أصدرت لوتس عبد الكريم كتاباً عن موسیقار الأجيال محمد عبد الوهاب دونت فيه أحاديثه وندوات صالونه، وصدرت منه طبعة ثانية عن الهيئة المصرية العامة للكتاب عام 2003م، كما أصدرت كتاباً عن فارس الرومانسية الأديب يوسف السباعي 2004م، ثم كتاباً عن حياة الكاتب إحسان عبد القدوس وأدبه، وكتاب عن عميد المسرح يوسف وهبي. أما كتابها عن الملكة فريدة الذي صدر عام 1993م، فكان عنواناً لصداقة كبيرة وعميقة قامت بينهما حين اختارت الملكة مرسمها وقاعة الفن الذي تبدعه في منزل لوتس عبد الكريم، فكانت قاعة الشموع أول قاعة خاصة للفن التشكيلي بمصر، وظلت تقدم أعمال كبار الفنانين بعد رحيل الملكة. وقد أصدرت في فبراير 2008م کتاباً آخر عن الملكة فريدة عنوانه «الملكة فريدة وأنا - سيرة ذاتية لم تكتبها ملكة مصر» عن سلسلة «کتاب اليوم» التي تصدر بشكل شهري عن مؤسسة أخبار اليوم. كما أصدرت عن السلسلة نفسها كتاباً في ديسمبر 2008م عنوانه «مصطفى محمود.. سؤال الوجود بين الدين والعلم والفلسفة»، وترأست تحرير «كتاب الشموع» الذي صدر عن مجلة «الشموع»، وصدر فيه كتاب «توفيق الحكيم.. مئة عام» بتقديم وإشراف لوتس عبد الكريم.